# Sambenedettese Calcio 1993-1994
Questa pagina raccoglie le informazioni riguardanti la Sambenedettese Calcio nelle competizioni ufficiali della stagione 1993-1994.

## Rosa
| N. |                   | Ruolo | Calciatore                |
| -- | ----------------- | ----- | ------------------------- |
|    | Italia (bandiera) | D     | Luca Bocchino             |
|    | Italia (bandiera) | D     | Giovan Battista Casimirri |
|    | Italia (bandiera) | P     | Mariano Coccia            |
|    | Italia (bandiera) | D     | Gabriele Consorti         |
|    | Italia (bandiera) | D     | Mirko Cudini              |
|    | Italia (bandiera) | A     | Alessandro Damiani        |
|    | Italia (bandiera) | C     | Massimo De Amicis         |
|    | Italia (bandiera) | A     | Giuseppe De Martino       |
|    | Italia (bandiera) | C     | Tiziano De Patre          |
|    | Italia (bandiera) | A     | Dario Di Giannatale       |
|    | Italia (bandiera) | C     | Giovanni Palanca          |
|    | Italia (bandiera) | C     | Daniele Vitali            |

| N. |                   | Ruolo | Calciatore             |
| -- | ----------------- | ----- | ---------------------- |
|    | Italia (bandiera) | D     | Pasqualino Di Serafino |
|    | Italia (bandiera) | A     | Carmine Esposito       |
|    | Italia (bandiera) | P     | Gennaro Grillo         |
|    | Italia (bandiera) | C     | Giuseppe Manari        |
|    | Italia (bandiera) | A     | Marco Morelli          |
|    | Italia (bandiera) | D     | Mauro Picconi          |
|    | Italia (bandiera) | C     | Jonathan Proculo       |
|    | Italia (bandiera) | D     | Nicolino Rosati        |
|    | Italia (bandiera) | C     | Fabio Soggiomo         |
|    | Italia (bandiera) | P     | Stefano Visi           |
|    | Italia (bandiera) | D     | Luigi Mignini          |
|    | Italia (bandiera) | D     | Stefano Ceteroni       |

## Risultati

### Campionato

#### Girone di andata
| 12 settembre 1993 1ª giornata | Sambenedettese | 2 – 1 | Barletta |  |

| 19 settembre 1993 2ª giornata | Leonzio | 1 – 0 | Sambenedettese |  |

| 26 settembre 1993 3ª giornata | Sambenedettese | 3 – 0 | Chieti |  |

| 3 ottobre 1993 4ª giornata | Ischia Isolaverde | 1 – 0 | Sambenedettese |  |

| 10 ottobre 1993 5ª giornata | Sambenedettese | 1 – 3 | Reggina |  |

| 17 ottobre 1993 6ª giornata | Perugia | 3 – 0 | Sambenedettese |  |

| 24 ottobre 1993 7ª giornata | Sambenedettese | 1 – 0 | Potenza |  |

| 31 ottobre 1993 8ª giornata | Siracusa | 1 – 0 | Sambenedettese |  |

| 7 novembre 1993 9ª giornata | Lodigiani | 1 – 1 | Sambenedettese |  |

| 14 novembre 1993 10ª giornata | Sambenedettese | 5 – 0 | Giarre |  |

| 21 novembre 1993 11ª giornata | Salernitana | 1 – 1 | Sambenedettese |  |

| 28 novembre 1993 12ª giornata | Sambenedettese | 1 – 1 | Casarano |  |

| 5 dicembre 1993 13ª giornata | Matera | 0 – 2 | Sambenedettese |  |

| 12 dicembre 1993 14ª giornata | Sambenedettese | 2 – 0 | Avellino |  |

| 19 dicembre 1993 15ª giornata | Sambenedettese | 2 – 1 | Nola |  |

| 24 dicembre 1993 16ª giornata | Siena | 1 – 0 | Sambenedettese |  |

| 16 gennaio 1994 17ª giornata | Sambenedettese | 3 – 1 | Juventus Stabia |  |

#### Girone di ritorno
| 23 gennaio 1994 18ª giornata | Barletta | 1 – 1 | Sambenedettese |  |

| 30 gennaio 1994 19ª giornata | Sambenedettese | 3 – 1 | Leonzio |  |

| 6 febbraio 1994 20ª giornata | Chieti | 1 – 1 | Sambenedettese |  |

| 13 febbraio 1994 21ª giornata | Sambenedettese | 1 – 1 | Ischia Isolaverde |  |

| 20 febbraio 1994 22ª giornata | Reggina | 4 – 1 | Sambenedettese |  |

| 6 marzo 1994 23ª giornata | Sambenedettese | 1 – 1 | Perugia |  |

| 13 marzo 1994 24ª giornata | Invicta Potenza | 1 – 0 | Sambenedettese |  |

| 20 marzo 1994 25ª giornata | Sambenedettese | 1 – 1 | Siracusa |  |

| 27 marzo 1994 26ª giornata | Sambenedettese | 1 – 0 | Lodigiani |  |

| 10 aprile 1994 27ª giornata | Giarre | 0 – 0 | Sambenedettese |  |

| 17 aprile 1994 28ª giornata | Sambenedettese | 2 – 2 | Salernitana |  |

| 24 aprile 1994 29ª giornata | Casarano | 1 – 0 | Sambenedettese |  |

| 1º maggio 1994 30ª giornata | Sambenedettese | 1 – 1 | Matera |  |

| 8 maggio 1994 31ª giornata | Avellino | 3 – 0 | Sambenedettese |  |

| 15 maggio 1994 32ª giornata | Nola | 1 – 2 | Sambenedettese |  |

| 22 maggio 1994 33ª giornata | Sambenedettese | 1 – 0 | Siena |  |

| 29 maggio 1994 34ª giornata | Juventus Stabia | 1 – 0 | Sambenedettese |  |